# Cangaíba
Cangaíba é um distrito situado na zona leste do município brasileiro de São Paulo, com 141.172 habitantes, de acordo com o Censo de 2022; é habitado em geral por pessoas de classes média e baixa.
Ao norte, faz divisa com o município de Guarulhos, através do Parque Ecológico do Tietê — região muito movimentada devido ao turismo ocasionado pelo parque e por abranger parte da rodovia Ayrton Senna, principal ligação da capital paulista com o Vale do Paraíba. Ao leste e ao sul, faz divisa com o distrito da Penha e também ao sul com a Ponte Rasa. Mais a leste faz divisa com Ermelino Matarazzo, encerrando seu trajeto.
Bairros de Cangaíba:
Jardim Jaú (Parte); Vila Londrina; Vila Mesquita; Vila Santo Henrique; Jardim Otília; Vila Paz; Jardim Gôndolo; Vila Dom Duarte Leopoldo; Jardim de Lorenzo; Chácara Cruz do Sul; Vila Pierina; Vila Vidal; Vila Rui Barbosa; Vila Araguaia; Vila Penteado; Chácara Santo Antônio; Jardim Arizona; Jardim Cangaíba; Jardim Piratininga; Vila Fernando; Vila Rufino; Jardim Paulistânia; Vila Hilda; Vila Antenor; Vila Rica; Jardim São Francisco; Vila Arruda; Vila Sartori; Jardim Janiópolis; Engenheiro Goulart; Vila Brasil; Vila Buenos Aires; Jardim do Castelo; Vila Franci; Vila Belo Horizonte; Vila Libanesa; Parque Líbano; Vila Sílvia; Jardim Danfer; Vila Amália; Jardim Gonzaga; Vila São Jorge; Jardim Penha; Jardim Aidar; Vila Guaraciaba (Parte).
É classificado pelo CRECI como "Zona de Valor E", assim como outros distritos da capital: Campo Limpo, Brasilândia e Itaim Paulista.

## Etimologia
O termo Cangaíba vem do tupi-guarani
Cangaíva, da junção de caa + nga + iva, onde caa é mata, nga é lugar e iva é fruta, do que se traduz que as terras do Cangaíba eram um "lugar na mata com frutas" ou um "lugar frutífero na mata".

## História
O desenvolvimento do distrito de Cangaíba está ligado à chegada dos primeiros colonizadores no Brasil e à fundação da cidade de São Paulo de Piratininga, em 1554, por padres jesuítas que ergueram pequenos aldeamentos às margens dos rios Tamanduateí e do Anhembi (Tietê), onde viviam algumas tribos indígenas.
O encontro entre os colonizadores portugueses e os índios paulistas, nem sempre foram amistosos, mas o Cacique Tibiriçá da tribo Inhampuambuçu se une aos jesuítas, tornando-se cristão. Seu irmão, o Cacique Piquerobi, descontente desta aliança que ameaçava o seu povo, migrou com sua tribo para para as margens mais a leste do Anhembi, erguendo o aldeamento Ururaí.
Piquerobi une-se a outras tribos para expulsar os portugueses das terras de São Paulo, no primeiro grande conflito entre índios e portugueses, a Guerra de Piratininga, onde é assassinado por seu irmão Tibiriçá, em 1562.
As terras de Ururaí iam desde o antigo Vale do Ticoatira até São Miguel de Ururaí (São Miguel Paulista), abrangendo as terras do cerro do Cangaíba, margeadas pelos rios Anhembi e Ticoatira, à época, o território pertencia à Nossa Senhora da Penha de França.
Os índios estavam sob a proteção dos jesuítas que buscavam catequizá-los, mas a chegada dos bandeirantes, no planalto paulista, em busca de ouro, fez com que passassem a aprisionar os índios, ao mesmo tempo em que se apossavam de suas terras.
A plantação nativa foi se transformando sob o comando dos portugueses, dando lugar às sesmarias, extensas porções de terras doadas pelo Rei de Portugal para a exploração, assim, surgiram os primeiros sítios e pastos da região e as primeiras cabeças de gado foram trazidas por Tomé de Souza, surgindo o maior rebanho que a América possuiria naquele tempo.
Em fins do século XIX, o país sofreu profundas transformações com a libertação dos escravos, a Proclamação da República e a chegada de novos imigrantes de diferentes etnias.
A cidade de São Paulo, em paralelo a esses acontecimentos, prosperava com o início da industrialização, nas regiões leste do Brás e da Mooca, é neste contexto que surgirão os primeiros loteamentos urbanos das regiões periféricas da cidade, surgindo dezenas de vilas em um curto espaço de tempo, ao redor do núcleo primitivo da Penha de França, é neste contexto que se desenvolverá o distrito de Cangaíba e suas dezenas de vilas, nos moldes urbanos da cidade, a partir da venda dos lotes das antigas fazendas e chácaras.

## Fundação
A teoria aponta que a data mais antiga localizada informando as antigas paragens de Cangaíba, se deu em torno da Carta de Sesmaria doada pelo Rei de Portugal, D. Fernando, ao Aldeamento Ururaí, que tinha 6.000 léguas, indo do antigo Vale do Ticoatira, próximo à desembocadura do Rio Tietê, até São Miguel de Ururaí (São Miguel Paulista), datada de 12 de outubro de 1580.
A data de fundação do bairro Cangaíba, no entanto, a partir do colonizador é datada de 1667, quando bandeirantes solicitaram sesmarias na Penha de França e seu entorno, à época da descoberta do ouro, sendo invadidas, pouco a pouco, as terras indígenas da região.
O treslado de uma Carta de Datas de 25 de novembro de 1667 aos oficiais da Câmara, informa que o bandeirante Pantalião Pedroso, morador na Vila de São Paulo, suplica uns "alagadiços" no "Cangá", uma corruptela de Cangaíva, para pastos de suas criações, gado e cavalgaduras, em terras indígenas. A súplica foi atendida, dando o título de fundador do distrito a Pantalião Pedroso que transformou a mata nativa em plantio para a subsistência e pastos.
Nos séculos seguintes a região cairá em abandono, sendo recrutados os índios escravizados para desbravar outros sertões e surge um novo ciclo do ouro em Minas Gerais, alterando o foco da migração dos colonizadores.

## As vilas de Cangaíba
Cangaíba, no século XIX, era uma longínqua vila da Freguesia da Penha de França que de tudo carecia, mas que se desenvolveu tão rapidamente que, atualmente, é um distrito que possui dezenas de vilas e uma extensa rede de comércio e serviços em toda a região.
Cabe-nos recordar que toda a cidade se desenvolveu a partir dos mesmos fenômenos históricos-sociais, os antigos sítios e chácaras dos séculos XVIII e XIX passaram a ser loteados, a partir da industrialização do centro da cidade, que fez com que as vilas ao redor se tornassem dormitórios do imenso fluxo de moradores que buscaram a região para morarem próximas da área do trabalho ou para iniciarem um pequeno comércio, como padarias, açougues, bares, mercearias e casas de materiais de construção, que com o tempo, diversificaram em magazines, salões de cabeleireiros, calçados, móveis, roupas, restaurantes, docerias, escolas particulares, bancos e outros serviços.
Neste contexto, desenvolveram-se as vilas que se formaram ao longo das principais avenidas, as que se formaram às margens do Tiquatira, no sentido Penha de França a Ermelino Matarazzo com quem faz divisa são: Jardim Jaú, Vila Londrina, Chácara Cruzeiro do Sul, Vila Rui Barbosa, Vila Pierina, Vila Antenor, Jardim Arizona, Vila Araguaia, Vila Buenos Aires, Jardim Penha, Vila Libanesa e Parque Boturussu.
As que se formaram a partir do topo do Cerro do Cangaíba, sentido Avenida Doutor Assis Ribeiro ou ao contrário, fixaram-se às margens da várzea do Tietê e demarcaram suas divisas no topo do cerro são: Vila Mesquita, Jardim Piratininga, Jardim Paulistânia, Engenheiro Goulart, Vila Sílvia, Jardim Danfer e Vila Cisper.
As vilas que surgiram entre as antigas várzeas do Rio Tietê e a linha férrea do Trem Metropolitano, são: Jardim Flávio, Jardim Piratininga (citado acima) na parte abaixo da linha férrea, Jardim São Francisco e Jardim Keralux.
Algumas vilas não tem seu perímetro delimitado, são elas: Vila Paz, Jardim do Castelo, Jardim Janiópolis, Vila Franci, Vila Amália (próxima ao Jardim Danfer), Vila Arruda, Vila Belo Horizonte, Vila Ilda, Vila Rica, Vila Rufino, Vila São Pedro, Vila São Jorge, Vila do Sapo, Jardim Flavio, Jardim São Francisco e Vila Sampaio.
Algumas regiões do bairro sofreram invasões, formando extensas favelas, como é o caso das mais conhecidas: Caixa d'Água (chamada anteriormente de Santa Rita), em Engenheiro Goulart; Arizona, no Jardim Arizona; Danfer, no Jardim Danfer; atrás da linha do trem, a Vila do Sapo e a do Pira, no Jardim Piratininga, e Bato e Morro da Fé.

## Criação do subdistrito
O distrito de Cangaíba esteve vinculado à histórica Freguesia da Penha de França, tanto por ser caminho obrigatório do vai e vem dos habitantes da região, como por sua formação política e administrativa que esteve subordinada à Penha, até que, em 28 de fevereiro de 1964, a Assembleia Legislativa promulgou a Lei 8.092 que criou centenas de  municípios no Estado e novos subdistritos, declarando em seu Anexo I do Quadro Geral da Divisão Territorial do Estado de São Paulo em Comarcas, Municípios e Distritos, a criação do 41º Subdistrito - Cangaíba- com território desmembrado do 3º Subdistrito- Penha de França do Distrito de São Paulo.
Em 11 de março de 1997, é aprovado o Projeto de Lei que institui o Dia do Aniversário de Cangaíba, a ser comemorado, anualmente, no dia 28 de fevereiro, integrando-o no calendário oficial da cidade de São Paulo. A data escolhida é em alusão à Lei 8.092 de 28 de fevereiro de 1964, data do desmembramento do novo bairro da Penha de França.
À época do povoamento dos bairros da Penha de França e de São Miguel Paulista, é importante entender que os bairros eram povoações contíguas, isto é, sem divisas, o que dificulta a compreensão do desenvolvimento do distrito de Cangaíba, a partir de documentos que registram os fatos históricos a partir da Penha, assim, há que haver um esforço para inferir que os mesmos acontecimentos se davam também, no Cangaíba:
- A passagem de viajantes e personalidades importantes como D. Pedro I e D. Pedro II, registrados como visitantes da Penha de França, em momentos decisivos para o país, também passaram pelas estradas de Cangaíba para seguirem para o Rio de Janeiro;
- O maior conflito bélico da cidade de São Paulo,  motivado pelo descontentamento dos militares com a crise econômica e a concentração de poder nas mãos de políticos de São Paulo e Minas Gerais, a Revolução de 1924, fez com que o Presidente Carlos de Campos se refugiasse na Penha, em 9 de julho, instalando-se em um vagão adaptado na estação de trem Guaiaúna, à época, um presídio foi instalado em Cangaíba para prenderem os revoltosos.
- As mesmas atividades agrícolas, cujo excedente abastecia a incipiente cidade paulista;
- As primeiras indústrias da região, as olarias, que se espalhavam pelo Rio Tietê, graças à matéria-prima que jazia nas várzeas do rio, foram usadas na construção da cidade;
- A rápida urbanização com a  chegada do trem na região;
- A onda imigratória que jamais cessou na região, mudando apenas a composição dos grupos nacionais ou estrangeiros que buscam novas oportunidades no entorno da Penha de França: primeiro chegaram os portugueses em diferentes períodos e maior número, depois os espanhóis, seguidos dos italianos e japoneses, em menor número;     atualmente há a presença de bolivianos na região e refugiados africanos.

## Brasão de Cangaíba
O brasão e a bandeira de Cangaíba se desenvolveram a partir do resgate histórico da pesquisadora e historiadora Adriana Lopes, considerando o estudo da heráldica e a contribuição dos povos indígenas na formação da cidade de São Paulo. 
A Coroa mural é o símbolo de emancipação política portuguesa, construída com tijolos homenageia as primeiras indústrias do bairro Cangaíba, as olarias, existentes às margens do Rio Tietê, no fim do século XIX.
O escudo em chefe, em campo blau (azul) representa a justiça, a perseverança e o zelo dos cangaibenses; trazendo ao centro a igreja com a cruz universal, simboliza a catequização dos índios pelos jesuítas e a Igreja Bom Jesus do Cangaíba, bem como todas as instituições religiosas do bairro.
O escudo é transpassado pela espada dos bandeirantes portugueses que desbravaram a região desde o século XVI, em conflito com os índios Guaianá das aldeias Ururaí, antigos habitantes, representados pela flecha.
A parte inferior do escudo em campo sinopla (verde) representa as antigas terras do Cerro do Cangaíva; a alegria e amizade entre os moradores; a abundância e a esperança de nossos campos; as matas primitivas e o caráter rural do passado dando vida ao Parque Ecológico Tietê e ao Parque Linear Tiquatira, extensas áreas verdes recreativas.
Ao centro, na parte inferior, a máscara do teatro grego, representando o Teatro Flavio Império.
Ao centro, cruzando os campos, a chegada do progresso representada pela roda do comércio: a ferrovia representando as Estações de Trem Engenheiro Trindade e Engenheiro Goulart, em paralelo à estrada, representando as principais avenidas do bairro: Cangaíba, Dr.Assis Ribeiro e Governador Carvalho Pinto (Tiquatira), propulsoras do crescimento do bairro.
Às margens do Cangaíba, cruzando todo o bairro, temos duas faixas brancas, símbolo da pureza das águas dos Rios Tietê e Tiquatira.
Na parte inferior do escudo está a data de fundação do bairro, 25 de novembro de 1667, a partir da primeira sesmaria doada a um bandeirante nas antigas terras do Cangaíva.
O brasão foi apresentado às associações e moradores da região, em 2019, no Auditório do Colégio Machado de Assis, um dos principais da região de Cangaíba e da Penha, com apoio do Sub Prefeito Thiago Della Volpi da Sub Prefeitura da Penha, buscando contribuir com a identidade histórica do bairro.

## Demografia
Evolução demográfica do distrito de Cangaíba

## Lazer e Cultura

### Parque Ecológico do Tietê
O distrito abriga o Parque Ecológico do Tietê como subproduto das obras de retificação do rio Tietê, uma proposta urbanística para a  preservação da fauna e flora da várzea do rio.
O parque foi inaugurado, em 1982, através do Decreto Estadual de 7.868/76 e possui um Centro de Educação Ambiental; Cultural; Museu do Tietê; Biblioteca e Centro de Recepção de Animais Silvestres, tendo capacidade para abrigar animais apreendidos ou doados. Dentro do parque, encontra-se o Centro de Treinamento Joaquim Grava, inaugurado em setembro de 2010 e onde o Sport Club Corinthians Paulista costuma fazer seus treinamentos.
O parque está situado na Rodovia Parque, 8054 e abrange uma extensa faixa de 14 milhões m², desde a região de Engenheiro Goulart, em Cangaíba, até um pequeno trecho da Vila Jacuí, especificamente 171 mil m², proporcionando aos frequentadores, atividades culturais, educacionais, recreativas, esportivas e de lazer, recebendo, em torno de 330 mil visitantes por mês.
O parque tem fácil acesso, podendo utilizar a Linha 3–Vermelha, a Linha 12–Safira e algumas linhas de ônibus.

### Parque Linear Tiquatira
O Parque do Tiquatira foi criado pela Prefeitura de São Paulo em parceria com a Sabesp, a partir do plantio de milhares de árvores por Hélio Silva, conhecido como "o plantador de árvores". Desde 2003, sr. Hélio vem plantando árvores, às margens do Ribeirão Tiquatira, em 4,5 km de extensão, inicialmente, plantou sozinho 5 mil árvores e, atualmente, o Parque tem 26,5 mil árvores com cerca de 150 espécies nativas da Mata Atlântica, sendo algumas frutíferas para atrair pássaros, graças à generosa iniciativa de preservação da antiga várzea do ribeirão , sendo instaladas pela prefeitura pistas de cooper; caminhada; skate e bicicross, também foram construídos quiosques e quadras de futebol, em comunhão com a natureza.
O parque está situado ao longo da Avenida Governador Carvalho Pinto, tendo início na região do Jaú, a partir do viaduto General Milton Tavares de Souza, em direção às vilas do Cangaíba, finalizando na Avenida São Miguel.

### Teatro Flavio Império
O Teatro Municipal de Cangaíba Flavio Império foi inaugurado em 1992, mas esteve fechado por 10 anos para a revitalização do espaço, sendo entregue aos moradores com uma área verde de 10.000 m², contendo parque infantil e pista esportiva.
O teatro está situado na Rua Professor Alves Pedroso, nº 600, as programações são gratuitas e diversificadas e importantes para levar o lazer e a cultura aos moradores do bairro e aos visitantes.
O distrito de Cangaíba é um dos únicos da cidade a ter dois grandes parques preservando as antigas áreas de várzea dos rios e um teatro, mostrando o crescimento do bairro.

## Religiosidade
Cangaíba possui de acordo com o Censo de 2010 mais de 150 mil habitantes, migrantes e imigrantes, comungando a fé em acordo com suas tradições e sua prática e a diversidade religiosa existente nos aponta a pluralidade cultural que há no território e o convívio harmonioso entre os moradores da região.
- Igreja Bom Jesus do Cangaíba - A primeira capela do bairro se posicionava à frente da atual e foi demolida pela família que comprou o terreno, acredita-se que tenha sido construída no início do século XX, pois o jornal Estadão noticiou uma missa na "Capella do Cangaíva", em 1904. Transferida para a Praça Barra D'Ouro, a capela no topo do Cerro do Cangaíba, compunha o cenário das grandes chácaras da região e a chegada de imigrantes portugueses, espanhóis e italianos, em sua maioria católicos.
- Igreja Santo Onofre - A Igreja de Santo Onofre de Engº Goulart teve sua pedra fundamental e o cruzeiro lançados no final da antiga Rua dos Industriários (atual Goma de Olíbano), aos pés do morro onde hoje está a Comunidade da Caixa D'Água, por volta de 1948, o cruzeiro permaneceu no local por muitos anos, sendo retirado por volta de 1980, após a invasão do morro e a igreja foi construída no início da rua Goma Olíbano, onde se encontra até hoje.

As igrejas católicas citadas e as do entorno são as mais antigas e tradicionais do Cangaíba, em virtude da colonização europeia com fortes laços com o cristianismo, sendo erguidas em pontos de destaque, porém, as vilas que surgiram também possuem a significativa participação de Igrejas Evangélicas:
- Congregação Cristã no Brasil, Evangelho Quadrangular, Pentecostal, Brasil para Cristo, Adventista, Metodista, Universal do Reino de Deus, tem expressiva participação da comunidade.

Outros moradores comungam do cristianismo através dos Centros Espíritas:
- Centro Espírita Caminheiros da Fraternidade, Fraternidade da Luz do Evangelho.

## Religião de Matriz Africana
As religiões de matriz africana ingressaram no país junto com os negros africanos, originando diversas formas de manifestação sagrada, as mais tradicionais são o candomblé e a umbanda. Entre os que cultuavam o candomblé se destacavam: os bantos, vindos do Congo, Angola e Moçambique e os sudaneses, que vinham da Nigéria, conhecidos como iorubás ou nagôs e o povo do Benim, conhecidos como jejes.
O sincretismo do candomblé com o cristianismo, religião oficial do Brasil, à época do Brasil- colônia, originou a umbanda, fundada oficialmente em 1908, no subúrbio do Rio de Janeiro.
Candomblé
- Organização Religiosa Beneficente Ilê Funfum Axé Iá Omim - Pai Enéas
- Axé Ebé Odé Ofá Laió- Pai Rodrigo Girão

Cristo também se manifesta através da Umbanda, religião de matriz africana enraizada no Brasil, em sincretismo com os santos católicos.
Umbanda
- Tenda de Umbanda Cabocla Jacira e Pai Ogum Matinata e Mãe Oxum-  Mãe Nivânia e Pai Erick
- Família Bem e Fé
- Sete Flechas da Mata Virgem
- Caboclo Assobiador
- Irmandade Umbanda Luz da Estrela Guia Caboclo 7 Espadas
- e outros terreiros tradicionais como da D. Jovina e da Mãe Caçulinha

## Comércio
A Avenida Cangaíba é o maior centro comercial do distrito, onde é possível encontrar tudo o que se precisa, escolas públicas e particulares, mercados, farmácias, bancos, padarias, açougues, bares, restaurantes e uma extensa rede de serviços. Cada vila pertencente ao distrito possui suas vias comerciais, como é o caso das ruas Pastoril de Itapetinga e Careiro no Jardim Danfer e as ruas Colônia Leopoldina e Olho D'água do Borges, na Vila Sílvia.

## Transporte
O distrito é atendido pelas linhas 12–Safira e 13–Jade do Trem Metropolitano de São Paulo, com a Estação Engenheiro Goulart.
A Estação Engenheiro Goulart foi inaugurada em 1.º de janeiro de 1934 e oficialmente reinaugurada em 4 de agosto de 2017, após o fim das reformas para implantação da Linha 13–Jade, que passou a ser ponto de partida para a Estação Aeroporto–Guarulhos, sendo administrada desde 1994 pela CPTM.
Possui linhas de ônibus nas principais avenidas Cangaíba, Assis Ribeiro e Governador Carvalho Pinto que seguem para o centro da cidade ou para a Estação Tatuapé, além de micro-ônibus urbanos, espalhados pelos bairros do distrito que seguem para a Estação Penha.

## Distritos e municípios limítrofes
- Guarulhos (Norte)
- Ermelino Matarazzo (Leste)
- Ponte Rasa (Sul)
- Penha (Sul e Oeste)